# Big Five (banche)
Big Five è il nome dato alle cinque più grandi banche del Canada. Tutte e cinque hanno la sede operativa a Toronto.

## Elenco
Le Big Five elencate di seguito sono quotate alla Borsa di Toronto; Gli importi monetari sono espressi in miliardi di dollari canadesi.
| Nome ufficiale                     | Nome commerciale                  | Sede operativa                   | Sede legale | Capitalizzazione | Filiali |
| ---------------------------------- | --------------------------------- | -------------------------------- | ----------- | ---------------- | ------- |
| Royal Bank of Canada               | RBC Royal Bank                    | Royal Bank Plaza, Toronto        | Halifax     | 73               | 1.372   |
| Toronto-Dominion Bank              | TD Canada Trust                   | Toronto-Dominion Centre, Toronto | Toronto     | 88,37            | 2.600   |
| Bank of Nova Scotia                | Scotiabank Tangerine              | Scotia Plaza, Toronto            | Halifax     | 76,6             | 3.330   |
| Bank of Montreal                   | BMO Bank of Montreal              | First Canadian Place, Toronto    | Montréal    | 34,8             | 920     |
| Canadian Imperial Bank of Commerce | CIBC President's Choice Financial | Commerce Court, Toronto          | Toronto     | 28,3             | 1.100   |